# Joseph Prokop von Heinke
Joseph Prokop Heinke, ab 1767 von Heinke, 1775 Ritter von Heinke und ab 1790 Freiherr von Heinke (auch Josef; * 1758 in Prag; † 1838) war ein österreichischer Jurist.

## Leben
Heinke war der Sohn des Juristen Franz Josef von Heinke. Er studierte an den Universitäten von Wien und Prag und erhielt nebenbei von Professoren Privatunterricht. Er war ab 1779 als Hofconcipist für geistliche Angelegenheiten tätig und wurde 1785 zum Gubernialrat in Böhmen befördert, allerdings auf Intervention seines Vaters als für das Lehenswesen zuständigen Regierungssekretärs für Niederösterreich versetzt. 1807 wurde er zum niederösterreichischen Lehenrat und 1813 von Kaiser Franz zum wirklichen Regierungsrat ernannt. Nach dem Pariser Frieden 1815 wurde er zur Regulierung des Lehenwesens in Italien, Illyrien, Dalmatien und Tirol herangezogen. Außerdem ordnete er das niederösterreichische landesfürstliche Lehenarchiv systematisch nach den Hauptmomenten des Lehenrechtes.
Heinke war darüber hinaus auch in der Beamtenausbildung tätig. Er war zwölf Jahre lang Prüfungskommissar und fünf Jahre lang juridischer Vizedirektor. Heinke soll zudem ein Kunstliebhaber und selbst künstlerisch tätig gewesen sein. Er verstarb wahrscheinlich in Wien. Dort lebte er zumindest bis kurz vor seinem Tod.

## Werke
- Handbuch des Nieder-Oesterreichischen Lehenrechtes, 2 Bände, Wien 1812.
  - Übersetzung: Manuale del gius feudale comune austriaco aggiuntovi un etratto del Codice feudale veneto ed una raccolta dei decreti italici ed austriaci in materia di feudi, Venezia 1843.
- Kurze Darstellung des in den Oesterreichisch-deutschen Erbstaaten üblichen Lehenrechtes, Wien 1813.
- Grundlinien des in den österreichischen Staaten bestehenden Lehenverhältnisses, Beck, Wien 1836.